# Place Saint-Pierre (Caen)
Pour les articles homonymes, voir Place Saint-Pierre (homonymie).
La place Saint-Pierre est une place située dans le centre-ville ancien de Caen. On y trouve notamment l'église Saint-Pierre. Elle est le cœur historique de la ville et un des nœuds principaux du système de transport (tramway, bus…).

## Histoire

### Du Moyen Âge à la Renaissance
Le site de la place Saint-Pierre est occupée depuis plus d'un millénaire. Un village nommé Darnétal, nom d'origine saxonne, se développe au haut Moyen Âge autour de la voie romaine reliant Augustodurum (Bayeux) à Noviomagus Lexoviorum (Lisieux) — repris ensuite par les rues Saint-Jean et de Geôle — à proximité de la confluence de l'Odon et d’un bras de l'Orne, la Noë. Au VIIe siècle, un lieu de culte chrétien est fondé au bord de cette voie à l'emplacement de l'actuelle église Saint-Pierre.
Vers 1060, Guillaume le Conquérant fait construire les premiers éléments du château de Caen sur l’éperon rocheux qui domine la vallée marécageuse où coulent l'Orne et ses affluents. Caen, qui n'était alors qu'un amas de bourgs agglomérés, prend alors son essor. Placé au pied de cette forteresse, le secteur de la place Saint-Pierre forme un des noyaux centraux de la ville nouvelle, Bourg-le-Duc ou Bourg-le-Roi. Bien que n'étant pas une ville romaine comme Rouen ou Bayeux, Caen en reprend la structure principale : elle s'organise autour de deux axes, une sorte de cardo (axe nord-sud) formée par l'ancienne voie romaine et un decumanus –matérialisé par la grande rue (actuelle rue Saint-Pierre) qui traverse Bourg-le-Roi et relie les trois bourgs entre eux– se croisant presque perpendiculairement au pied du château. Le carrefour Saint-Pierre forme ainsi un embryon de forum. Située au cœur de la ville, à la jonction du Bourg-le-Roi et de l'île Saint-Jean, le quartier Saint-Pierre se développe autour de ce carrefour.
Il n'existe pas encore de véritable place Saint-Pierre. Ce n'est alors qu’un simple carrefour séparé du pont Saint-Pierre, seul accès à la ville depuis le sud (île Saint-Jean), par la rue du Change. Mais du fait de cette position de carrefour et de la proximité de la rivière qui permet le développement des activités du port de Caen, le quartier Saint-Pierre tient une place primordiale dans le commerce de la ville. De riches notables s’établissent dans l’environnement de la place Saint-Pierre. Ainsi en 1533, Nicolas le Valois d’Escoville, fils d’un riche marchand anobli, achète plusieurs maisons de la rue du Change qu'il fait raser pour construire un grand hôtel particulier dans le goût de la Renaissance.
Le quartier est donc considéré comme le plus important et le plus riche de la cité. Un soin particulier est apporté à la construction de son église paroissiale qui est le plus grand édifice religieux de Bourg-le-Roi. Au XIIIe siècle, l'église romane du XIIe siècle remplaçant l'édifice pré-roman du VIIe siècle est remaniée et agrandie ; un clocher latéral, percé d'un porche pour permettre d'accéder à l'église depuis le carrefour Saint-Pierre, est également bâti. Cette tour est surmontée au XIVe siècle d'une magnifique flèche gothique. Agrandie par des campagnes de travaux successifs s'échelonnant entre les XIVe et XVIe siècles, l'église conserve toutefois une unité d'ensemble qui offre encore aujourd’hui des parties remarquables. C’est dans cette église que se déroulaient les principales cérémonies religieuses de la ville. Ainsi quand Henri IV abjure la religion protestante, mettant ainsi fin aux guerres de religion, c’est dans l’église Saint-Pierre qu'est chanté le Te Deum en présence des représentants civils et religieux de toute la cité ; la foule remplit l’église, le carrefour et les rues avoisinantes.
C'est également un lieu important du pouvoir municipal. En 1203, Jean sans Terre accorde à Caen des privilèges communaux. Un ensemble de fortifications à caractère militaire est probablement construit à cette occasion pour protéger Bourg-le-Roi. Un châtelet aurait alors été construit sur le pont Saint-Pierre. Un texte du début du XIIIe siècle fait ainsi référence au parvis pratis de catellione (« pré dessus le castillon »). Les échevins se réunissent dans cette porte fortifiée qui tient donc également lieu de beffroi. Cette maison de ville est mentionnée dès 1307. Détruit pendant la prise de la ville par Édouard III d'Angleterre en 1346, le Châtelet est reconstruit immédiatement. Flanqué de quatre tourelles, il est surnommé le « Gros Horloge » (comme à Rouen) car sa façade était ornée d’un cadran doré qui marquaient les heures et les phases de la lune. Son carillon, symbole de la liberté communale, rythmait la vie de la cité et, sur ses murs, était également inscrite la devise de la ville (un Dieu – un Roy, une Foy – une Loy).

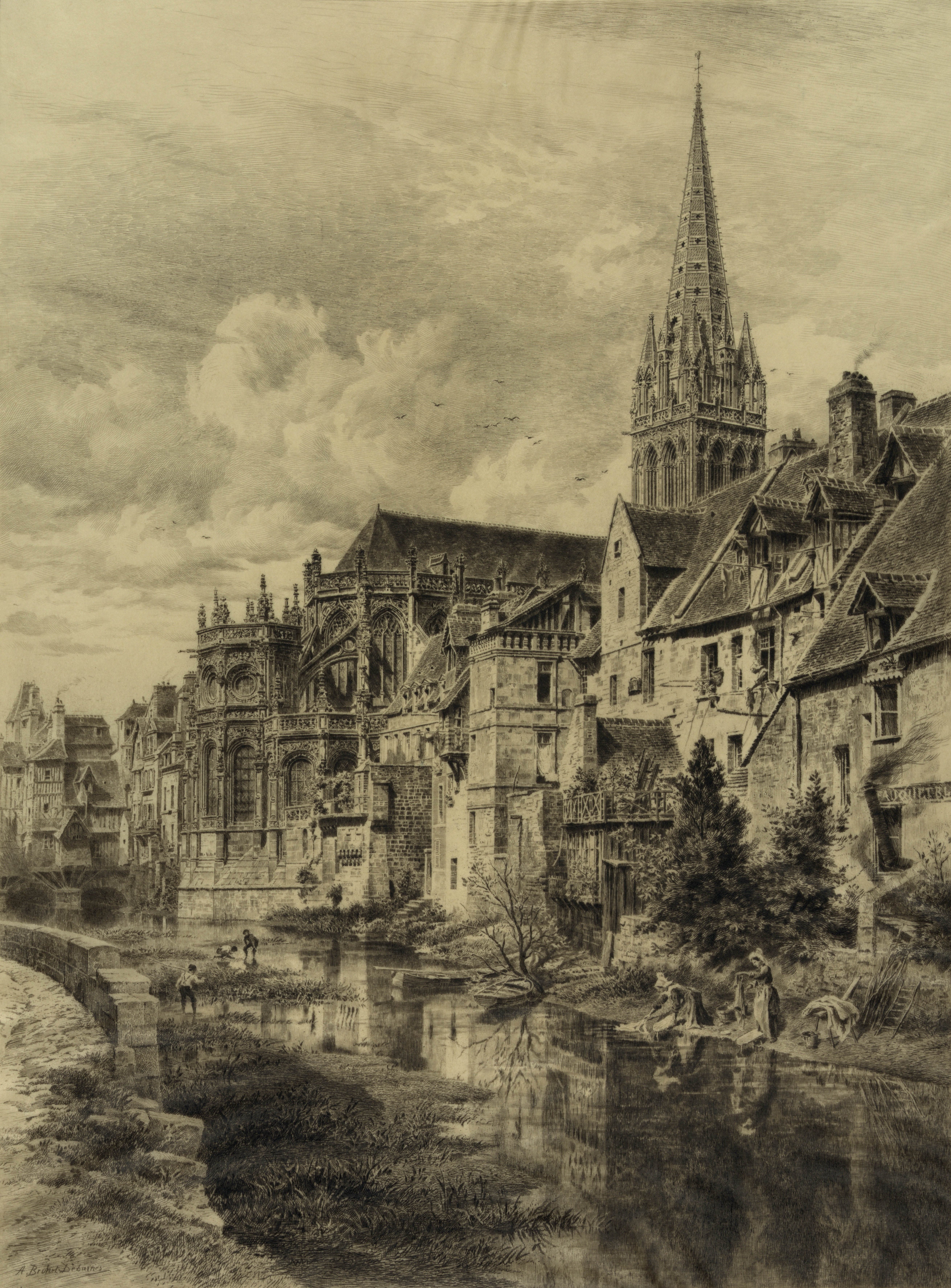
Chevet de l'église saint-Pierre sur les bords de l'Odon
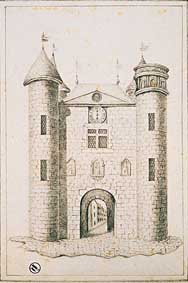
Le Châtelet sur le pont Saint-Pierre, par Georges Bouet
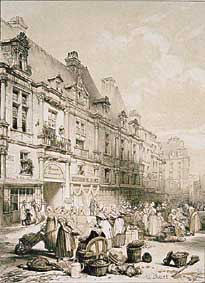
La façade de l'hôtel d'Escoville sur la place Saint-Pierre

### Les grandes opérations d'urbanismes de l'époque classique
Au XVIIe siècle le carrefour Saint-Pierre est toujours un nœud de communication important et participe au développement culturel de la cité. Chaque lundi soir, la poste, apportant les nouvelles de Paris, La Gazette et les livres nouveaux, y arrive en effet. Les gens lettrés prennent donc l’habitude de se donner rendez-vous au carrefour afin de discuter des nouvelles en provenance de toute l’Europe. S’abritant souvent dans l’hôtel d'Escoville, ils finissent par y fonder en 1652 la première académie de province : l'actuel Académie des sciences, arts et belles-lettres de Caen.
Mais parallèlement les problèmes posés par la congestion de la circulation se font de plus en plus aigües du fait de la croissance démographique et de l’essor économique que connaît la ville sous le règne personnel de Louis XIV. De grandes opérations de réaménagement sont lancées dans la ville. En 1629 et 1635, la ville fait détruire les maisons qui formaient la rue du Change et la rue de la Pâtisserie (ou de la Cuisinerie), située entre le carrefour Saint-Pierre et la place du Marché au Bois ; on déplace également la partie du cimetière de l’église Saint-Pierre qui se trouvait derrière ces maisons. Une véritable place est ainsi formée dans le deuxième quart du XVIIe siècle.
À la même époque, des logettes et échoppes sont érigées sur le terrain de l'ancien cimetière et cachent ainsi les façades de l'église.
À la même époque, on aménage la place Royale qui offre un nouvel accès entre les paroisses Saint-Jean et Notre-Dame, ce qui permet de désengorger le pont Saint-Pierre. Mais ces aménagements sont insuffisants. Au XVIIIe siècle, la ville de Caen entre dans un important processus de modernisation et d’embellissement qui touche l’ensemble de la cité. Les fortifications de Caen sont alors en grande partie démantelées ; en 1754, le châtelet sur le pont Saint-Pierre est détruit et l’hôtel de ville est définitivement transféré dans l’hôtel d’Escoville. Mais au XVIIIe siècle, le mouvement de construction de bâtisses sur les abords de la place, débuté au XVIIe siècle, s'amplifie. Un alignement d'immeubles construit entre l'abside de l'église et le pont –sur lequel est également bâti une série de maisons– vient cacher le cours de l'Odon.
En 1793, l’église Saint-Pierre est transformée en Temple de la Raison. En 1792, la municipalité installe l’hôtel de ville, à l’étroit dans l’hôtel d’Escoville, dans le séminaire des Eudistes sur la place Royale et dorénavant l’arrivée des coches et diligences se fait également sur cette place ; le centre politique et administratif de la ville se déplace donc en partie dans ce quartier qui est conforté dans ce rôle par la construction de l’hôtel de la Préfecture au bout de la rue Saint-Laurent. Mais la place Saint-Pierre garde de forts éléments de centralité ; après le déménagement des édiles dans l’ancien séminaire des Eudistes, la Bourse de Commerce, la Chambre de Commerce de Caen, le Tribunal de commerce et le Conseil des Prud'hommes s’installent dans l’hôtel d’Escoville. C’était également un élément majeur de la scène culturelle caennaise puisqu’il accueille la Société des Beaux-arts, ainsi que la Société philharmonique du Calvados qui peut y organiser des concerts.

### Les aménagements duXIXesiècleet du début duXXesiècle
Au XIXe siècle, la place poursuit progressivement sa modernisation. En 1816, on pave de nouveau la place Saint-Pierre. En 1849, on creuse un puits artésien à la hauteur de la flèche de l'église Saint-Pierre ; on découvre alors des souterrains qui se dirigent vers le château et dans lesquels avaient été aménagés des réservoirs remplis d’une eau très limpide qui devaient probablement fournir de l'eau et des vivres à la garnison quand le château était assiégé. En 1853, une fontaine, dite des Trois-Grâces, est installée sur la place. Il s'agit de la reproduction en bronze d'un groupe en marbre de Germain Pilon pour le monument funéraire du cœur du roi Henri II dans l'église du couvent des Célestins de Paris. 
En 1862, le cours de l’Odon est couvert ; le pont Saint-Pierre, ainsi que les maisons sur le bord de l'Odon, sont détruits et on crée le boulevard Saint-Pierre (boulevard des Alliés depuis 1918 pour la section entre la place Saint-Pierre et la place Courtonne). Le reste de la place, ainsi agrandie vers le sud, est également réaménagée. Le corps de garde attesté depuis le début du XVIIIe siècle dans la partie sud est démolie et le portail de l'église est débarrassée des constructions parasites qui l'encadrait. La majeure partie de la place est alors aménagée en square entouré par une grille. La fontaine des Trois-Grâces est transférée devant l'hôtel de Than, sur le nouveau boulevard Saint-Pierre (actuel boulevard Maréchal-Leclerc),. Au centre du square, un bassin avec un jet d'eau est aménagé. Des arbres sont plantés en alignement sur le nouveau boulevard.
En 1901, on inaugure le réseau de tramways électriques ; la place Saint-Pierre est au cœur du réseau : la ligne 3 (Pont de Courtonne <> Venoix) y croise le tronc commun des lignes 1 (Gare de l'Ouest <> Gare Saint-Martin) et 2 (Octroi de Falaise <> Maladrerie). À l'angle avec le boulevard Saint-Pierre (actuel boulevard des Alliés), est construit un abri pour les voyageurs attendant le tram dans le style art nouveau, rendu célèbre par les bouches de métro parisien créées par Hector Guimard. Le réseau est à voie unique, mais un évitement est créé sur la place.
En 1924, la place est totalement réaménagée pour améliorer la circulation automobile. Les voies du tram, qui longent jusqu'alors l'hôtel d'Escoville, sont déplacées au milieu de la place et un terre plein est aménagé pour accueillir un des quais de la station. L'édicule de style art nouveau est détruit pour être remplacé par un bâtiment de taille réduite et entièrement vitré. Les arbres qui séparaient la place du boulevard sont coupés. Enfin le jardin public n'occupe plus qu'une étroite bande le long de l'église,.
En 1937, les tramways sont remplacés par des autobus. Les voies du tram sont déposées et le centre de la place est à nouveau réaménagé, un bassin avec une fontaine remplaçant l'ancienne station de tram. Le square le long de l'église est complètement supprimé.

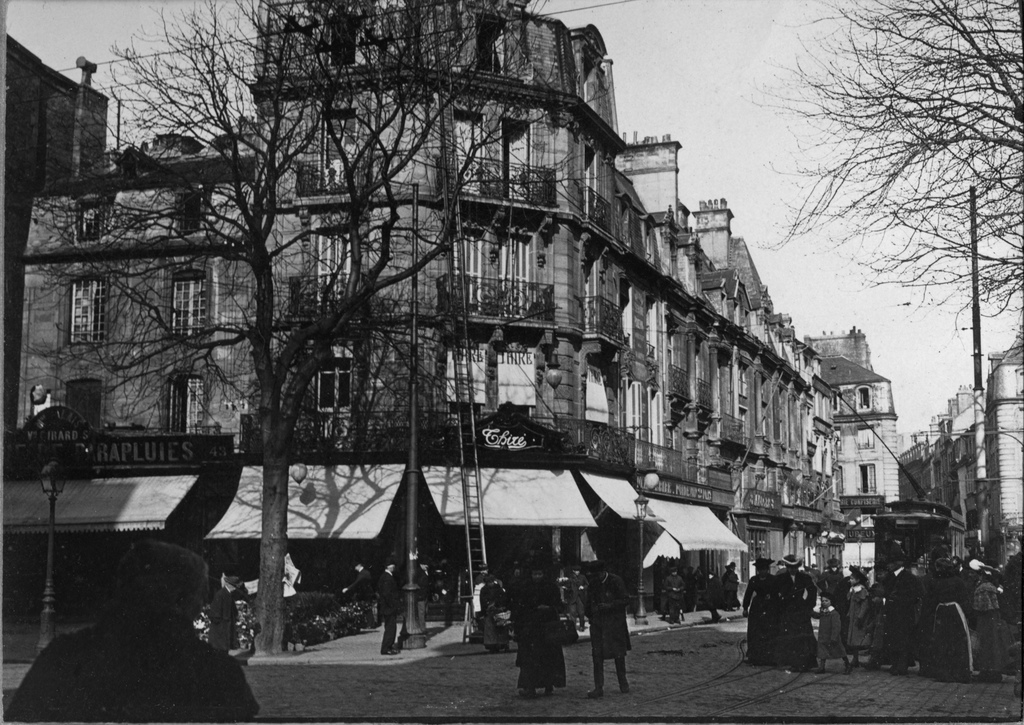
Croisement avec le boulevard Saint-Pierre
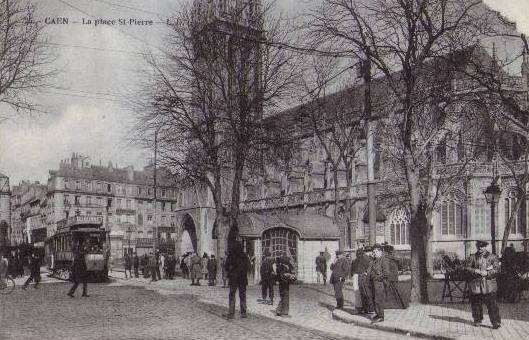
Place Saint-Pierre à la Belle Époque.
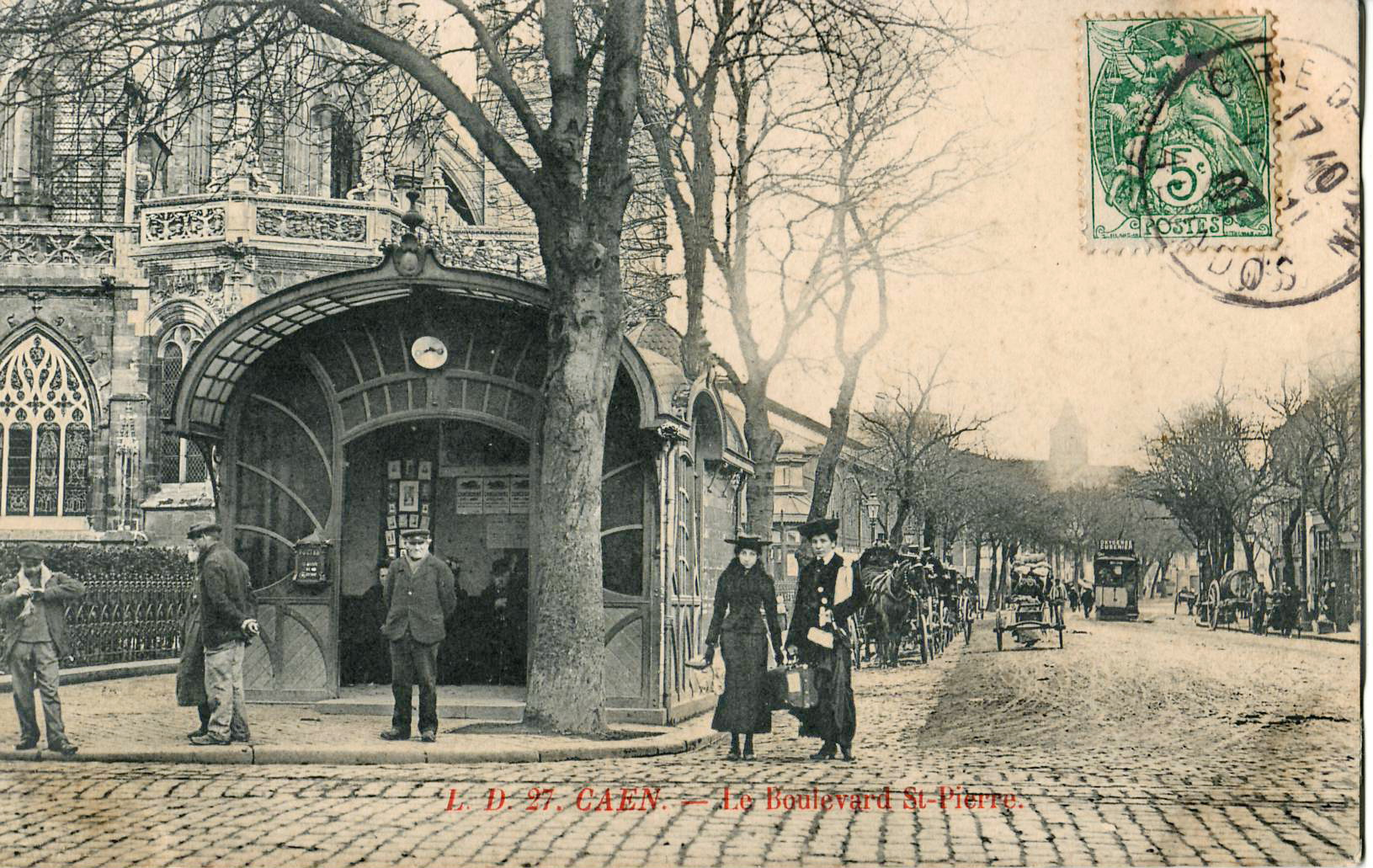
Station de tramway

### La Seconde Guerre mondiale et la Reconstruction
En 1944, le quartier Saint-Pierre est sévèrement touché par les bombardements. La flèche du clocher et le toit de l’église sont détruits. De l’hôtel d’Escoville, seul subsiste la cour intérieure très abîmée ; la façade sur la place et le mur extérieur de l’aile sud ont été pulvérisés. Tout le quartier qui s’étendait entre la place et le château n’est plus qu’un champ de ruine ; il en est de même pour le boulevard des Alliés, comme d’ailleurs pour l’ensemble du quartier Saint-Jean. Au début des années 1950, des immeubles de type haussmannien sont construits sur le boulevard des Alliés ; on construit également le bâtiment à l’angle du boulevard Maréchal-Leclerc et de la rue Saint-Jean devant l’hôtel de Than. L’église Saint-Pierre est restaurée en 1952-1953. Entre 1958 et 1963, l’hôtel d’Escoville est restauré ; la façade actuelle, déplacée d’un mètre par rapport à son ancien alignement, est censée respecter le volume du nombre d’étages et dans une certaine mesure le régime des pleins et des jours de l’ancienne façade, mais sans être une réplique à l’identique de celle-ci. Les commerces encadrant l’hôtel d’Escoville et les bâtiments de la rue Saint-Pierre formant l’angle avec la place sont également construits à la fin des années 50 et au début des années 60.
Les coteaux du château par contre ne sont pas lotis et la place Saint-Pierre s’ouvre donc aujourd’hui au nord vers l'ensemble fortifié médiévale. La vue sur la forteresse de Guillaume le Conquérant a ainsi été dégagée, mais la place Saint-Pierre en elle-même a perdu en pittoresque. Il est difficile d’imaginer qu’elle ait pu être le cœur de la ville pendant plus d’un millénaire ; désormais, elle fait davantage office de porte d’entrée de l’hyper-centre. L'hôtel d'Escoville abrite toutefois l'office du tourisme et, jusqu'en 2013, l'artothèque de Caen, l'une des plus importantes artothèques de France. 
De 2002 à 2017, la place est traversée par le transport sur voie réservée (TVR), appelé couramment tramway. Pour l'occasion, elle a été aménagée en un vaste parvis minéral. Arrêté en 2017, le TVR laisse place au tramway de Caen en juillet 2019. Lors des travaux de construction du tramway, la place est à nouveau réaménagée.
Le chevet de l’église Saint-Pierre a été restauré à partir de 2004. Les travaux de restauration de la façade sur la place ont débuté en 2008. Le clocher de l'église est restauré entre 2017 et 2019. À cette occasion, une méridienne du XVIIIe siècle est redécouverte à droite du portail de l'église.

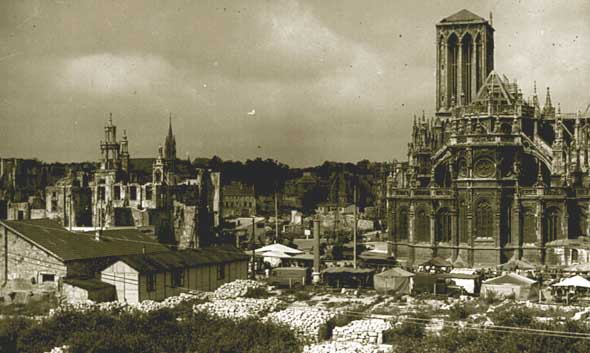
Les environs de la place Saint-Pierre en 1946
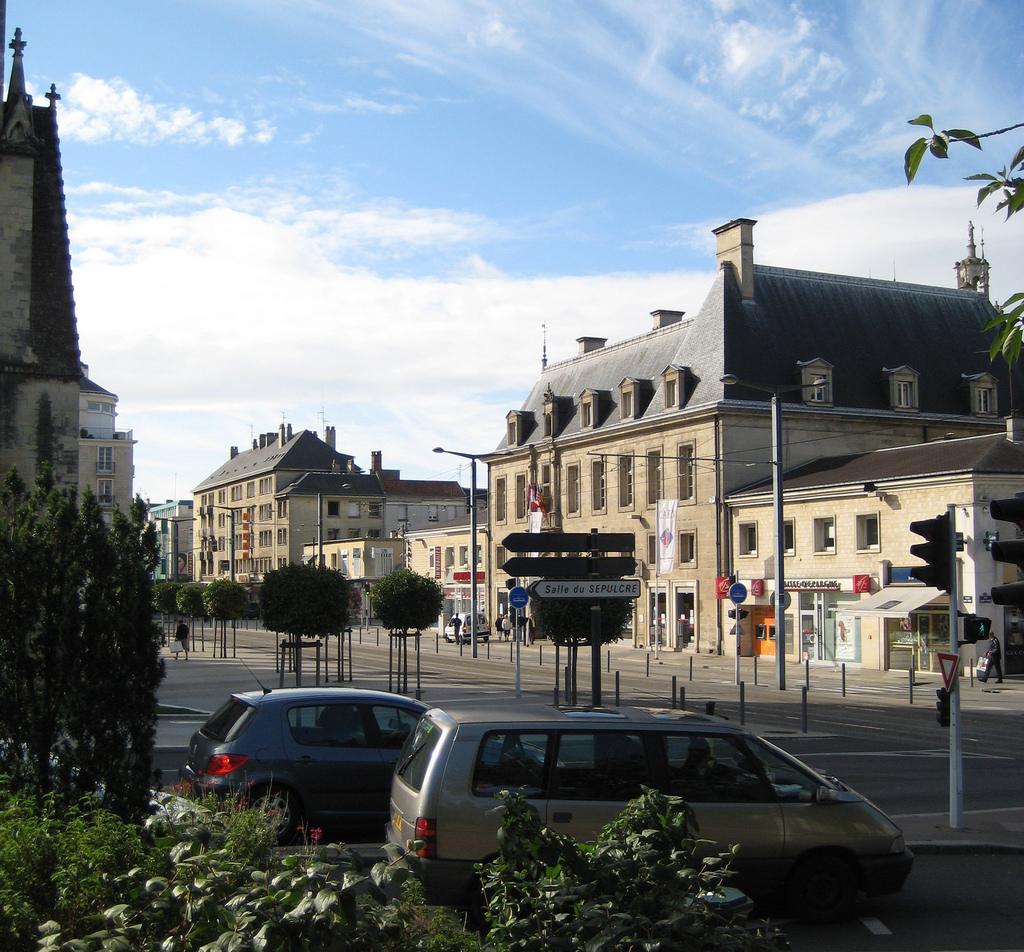
La façade reconstruite de l'hôtel d'Escoville depuis les pelouses du château
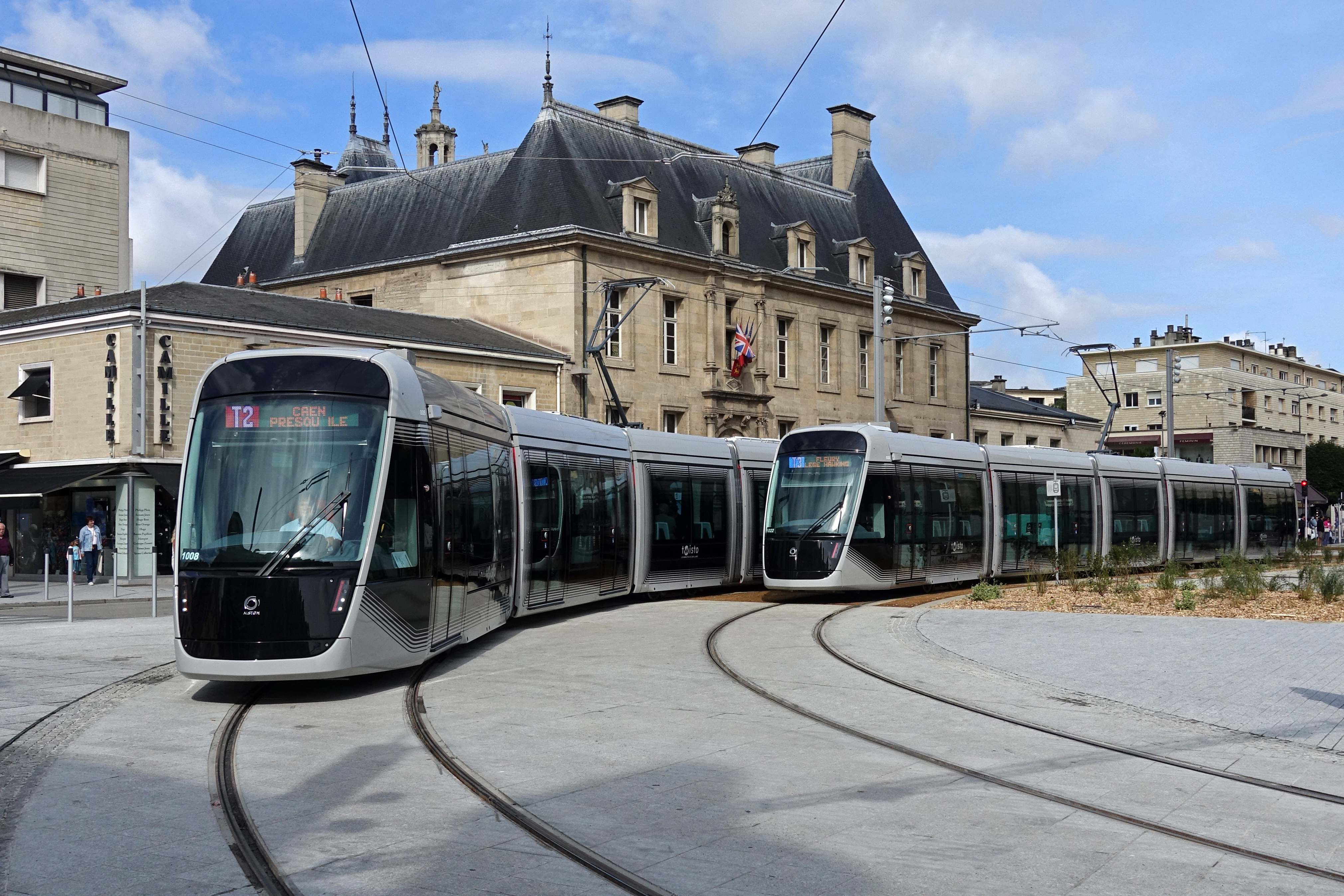
Tramway de Caen en juillet 2019

## Monuments
- Église Saint-Pierre

- Hôtel d'Escoville : office du tourisme de Caen

## Transport en commun
L'arrêt Saint-Pierre, situé boulevard des Alliés, est l'un des principaux pôles d'échanges du réseau de transport en commun caennais. Il est desservi par les trois lignes du réseau de tramway, ainsi que par les lignes de bus régulières 1, 2, 3, 4, 5, 7, 8, 9, 10, 11, 14, 18, 19, 20, 21, 22, 25, 61 et la navette de centre-ville.